# Tamanguío
Tamanguío är en ort i Mexiko.   Den ligger i kommunen Acuitzio och delstaten Michoacán de Ocampo, i den södra delen av landet, 230 km väster om huvudstaden Mexico City. Tamanguío ligger 2 166 meter över havet och antalet invånare är 170.
Terrängen runt Tamanguío är huvudsakligen kuperad, men västerut är den bergig. Runt Tamanguío är det tätbefolkat, med 427 invånare per kvadratkilometer. Närmaste större samhälle är Acuitzio del Canje, 2,1 km nordost om Tamanguío. I omgivningarna runt Tamanguío växer huvudsakligen savannskog.